# Liushugou Xiang
Liushugou Xiang (kinesiska: 柳树沟乡, 柳树沟) är en socken i Kina. Den ligger i den autonoma regionen Xinjiang, i den nordvästra delen av landet, omkring 420 kilometer öster om regionhuvudstaden Ürümqi. Antalet invånare är 1 439. Befolkningen består av 702 kvinnor och 737 män. Barn under 15 år utgör 25,0 %, vuxna 15-64 år 70 %, och äldre över 65 år 4,0 %.
Genomsnittlig årsnederbörd är 121 millimeter. Den regnigaste månaden är juni, med i genomsnitt 31 mm nederbörd, och den torraste är januari, med 2 mm nederbörd.